# Tomma mängdens axiom
Tomma mängdens axiom är ett av de mängdteoretiska axiomen. Det är till exempel ett av axiomen i ZFC, d.v.s. Zermelo-Fraenkels mängdteori med urvalsaxiomet som är det dominerande sättet att axiomatisera mängdteori.
Uttryckt med predikatlogikens formella språk lyder axiomet:
{\displaystyle \exists A:\forall B,\lnot (B\in A)}
Med ord kan axiomet uttryckas:
Det finns en mängd A sådan att för varje mängd B gäller att B inte är ett element i A.
Det följer av extensionalitetsaxiomet att denna mängd A är unik och man kallar den för den tomma mängden. Axiomet betyder alltså helt enkelt
Den tomma mängden existerar.